# Mägenwil
Mägenwil é uma comuna da Suíça, no Cantão Argóvia, com cerca de 1.671 habitantes. Estende-se por uma área de 3,48 km², de densidade populacional de 480 hab/km². Confina com as seguintes comunas: Birrhard, Brunegg, Hägglingen, Othmarsingen, Wohlenschwil.
A língua oficial nesta comuna é o Alemão.